# 青木和夫 (政治家)
青木 和夫（あおき かずお、1928年（昭和3年）1月25日 - 2019年（令和元年）5月4日）は、日本の政治家、実業家。石巻ガス創業者で、同社代表取締役社長を経て、石巻市長を務めた。

## 来歴
宮城県雄勝町（現石巻市）生まれ。石巻町立石巻商業学校（現宮城県石巻商業高等学校）、小樽高等商業学校（現小樽商科大学）を経て、1952年（昭和27年）一橋大学を卒業後、同年三井船舶入社。三井船舶の出入り業者に東京ガスがいたことなどで都市ガスの時代が来ることを予感し、1959年（昭和34年）に石巻ガスを創業して同社代表取締役社長に就任。1967年（昭和42年）石巻青年会議所理事長。
1972年（昭和47年）石巻市長に初当選。以後3期連続で市長を務め、市道や下水道、日和大橋等の整備、石巻専修大学の誘致などにあたった。3期での退任を理想として、1984年（昭和59年）に退任した。2019年（令和元年）に自宅から石巻市内の病院に搬送され老衰のため死去した。その後石巻グランドホテルでお別れの会が開催された。享年91。

## 親族
石巻市議会議員の青木満里恵は長女。青木八州石巻ガス代表取締役社長は長男。